# مثلث صورتی

مثلث صورتی که در رژه همجنسگرایان یا فعالیت‌های مربوط به حقوق همجنسگرایان به کار می‌رود. در اصل نمادی است که رژیم نازی به مردان همجنسگرا می‌زدند

مثلث صورتی (آلمانی: Rosa Winkel) نمادی است که در آلمان نازی به زندانیانی زده می‌شد که به علت همجنس‌گرایی دستگیر می‌شدند.
در بازداشتگاه‌های نازی هر زندانی بستگی به نوع جرم با یک نوع مثلث مشخص می‌شد و زندانیان یهودی توسط مثلثی که بر روی یک مثلث زرد بود مشخص می‌شد.
زندانیان سیاسی، بعضی از فرقه‌های مسیحیت، هنجار شکنان اجتماعی و مانند اینها با رنگهای مختلف شناسایی می‌شدند
با گذشت زمان مثلث صورتی به جای یک نماد شرم به صورت یک نماد افتخار برای همجنسگرایان درآمد.
امروزه همجنسگرایان از پرچم رنگین کمان به عنوان نماد خود استفاده می‌کنند

## مثلث صورتی در بازداشتگاه نازی
نازی‌ها برای مشخص کردن زندانی‌ها از مثلث در رنگهای مختلف بر روی لباس زندانیان استفاده می‌کردند. مثلث صورتی برای مردان همجنسگرا، مثلث صورتی بر روی مثلث زرد برای یهودیان همجنسگرا و مثلث مشکی برای زنان همجنسگرا بود.
پس از تعطیلی بازداشتگاه‌های نازی، زندانیان همجنسگرا توسط نیروهای متفقین در دولت جدید المان مجدداً زندانی شدند! به عنوان مثال Heinz Dörmer به مدت بیست سال در زندان به سر برد که نمیی از ان در بازداشتگاه نازی و نیمی در دولت جدید المان.
نویسنده المانی Richard Plant بیان می‌کند بین سالهای ۱۹۳۳ تا ۱۹۴۴ حدود ۵۰۰۰۰ الی ۶۳۰۰۰ نفر همجنسگرا در این بازداشتگاه‌ها کشته شده باشند.
در سال ۱۹۹۵ بعد از یک دهه تلاش سرانجام نماد مثلث صورتی به عنوان یادبودی برای همجنسگرایان مرد و زن کشته شده در بازداشتگاه‌های نازی در موزه Dachau نصب شد.
در ۳ اگوست ۲۰۱۱ Rudolf Brazda آخرین بازمانده شناخته شده از این بازداشتگاه‌ها درگذشت. در سال ۲۰۰۰ نیز مستندی به نام پاراگراف ۱۷۵ به مسائل این بازداشتگاه‌ها و سرگذشت همجنسگرایان در این بازداشتگاه‌ها پرداخت.

## مثلث صورتی و نماد همجنسگرایان
در اواخر ۱۹۷۰ مثلث صورتی به عنوانی نمادی برای همجنسگرایان درآمد. مثلث صورتی به عنوان یادبود در بعضی نقاط جهان استفاده می‌شود، Homomonument در آمستردام، یادبود کشتار همجنسگرایان در سیدنی و پارک مثلث صورتی در کاسترو.
همچنین ائتلاف مبارزه با ایدز در اوایل تأسیس خود از یک مثلث صورتی برعکس با شعار سکوت=مرگ به عنوان لوگو خود استفاده می‌کرد.
امروزه استفاده از نماد مثلث صورتی بسیار کم و محدود به مراسم خاصی است.